# Michele Marchetti
Michele Marchetti (* 27. September 1994 in Trient) ist ein italienischer Eishockeyspieler, der seit 2024 erneut für den HC Bozen in der Österreichischen Eishockey-Liga spielt.

## Karriere
Michele Marchetti startete seine Karriere beim SHC Fassa, spielte im Juniorenbereich zeitweise aber auch für den HC Alleghe und den HC Gherdëina. Im Sommer 2013 wechselte er für ein Jahr in die Vereinigten Staaten, wo er bei den Soo Eagles und Brookings Blizzard in der North American Hockey League spielte. Anschließend kehrte er zum SHC Fassa zurück, bei dem er in der Serie A auf dem Eis stand. Für die Playoffs 2015 wechselte er auf Leihbasis zum HC Alleghe in die zweitklassige Serie B, die er mit dem Klub gewinnen konnte.
Im Sommer 2016 zog es ihn zum HC Bozen in die Österreichische Eishockey-Liga. In der Saison 2017/18 errang er mit den Südtirolern die dortige Meisterschaft. Anschließend wechselte er zu Asiago Hockey in die Alps Hockey League, wo er – nur unterbrochen von einem Jahr bei seinem Stammverein SHC Fassa – bis 2024 spielte. 2021 und 2022 wurde er mit dem Team aus Venetien italienischer Meister. Bei beiden Titelgewinnen war er Topscorer des Finalturniers und 2021 wie bereits 2019 bester Vorbereiter. In den Jahren 2020, 2021 und 2022 gewann er mit dem Klub zudem die Supercoppa Italiana. Nachdem 2022 auch die Alps Hockey League gewonnen wurde, schloss er sich mit Asiago Hockey dem Spielbetrieb der Österreichischen Eishockey-Liga an. Zur Saison 2024/25 kehrte er nach Bozen zurück.

### International
Marchetti nahm im Juniorenbereich an der U18-Weltmeisterschaft 2012 sowie den U20-Weltmeisterschaften 2013 und 2014 jeweils in der Division I teil.
Marchetti ist seit 2014 italienischer Nationalspieler und nahm bisher an den Weltmeisterschaften 2017 in der Top-Division sowie 2023 und 2024 in der Division I teil. Zudem vertrat er seine Farben beim Qualifikationsturnier für die Olympischen Winterspiele 2018 in Pyeongchang.

## Erfolge und Auszeichnungen
| - 2015 Meister der Serie B mit dem HC Alleghe - 2018 Meister der Österreichischen Eishockey-Liga-Gewinn mit dem HC Bozen - 2020 Gewinn der Supercoppa Italiana mit Asiago Hockey - 2021 Italienischer Meister mit Asiago Hockey | - 2021 Gewinn der Supercoppa Italiana mit Asiago Hockey - 2022 Gewinn der Alps Hockey League mit Asiago Hockey - 2022 Italienischer Meister mit Asiago Hockey - 2022 Gewinn der Supercoppa Italiana mit Asiago Hockey |

### International
- 2014 Aufstieg in die Division I, Gruppe A, bei der U20-Weltmeisterschaft der Division I, Gruppe B